# Усадьба Строгановых
Усадьба Строгановых — архитектурный ансамбль в историческом центре Нижнего Новгорода. Главный дом и флигели усадебного комплекса построены в 1824—1829 годах. Автор проекта — бывший голицынский крепостной архитектор П. С. Садовников. Усадьба расположена в западной части исторического района Нижнего посада, является одной из архитектурных доминант и ценным памятником русской архитектуры и градостроительства первой половины XIX века.
Строгановская усадьба представляла собой необычный комплекс, предназначавшийся для размещения конторы Строгановых, возникшей в связи с их активной предпринимательской деятельностью на Нижегородской ярмарке. В усадьбе практически не проживали.
Ансамбль состоит из четырёх строений по адресу Рождественская улица, 45: главного дома, двух флигелей и каменной ограды. С 1960 года стоит на государственной охране. Весь комплекс сегодня — объект культурного наследия Российской Федерации.

## История

### Предыстория
С конца XVII века Нижний Новгород стал для рода купцов Строгановых стратегической точкой, так как здесь располагались склады для добываемой в их вотчинах соли. В городе располагалась вотчинная контора. С деятельностью Строгановых была связана и постройка одного из значительных храмов России рубежа XVII—XVIII веков — Рождественской церкви, поблизости от которой находилось владение купцов.
Согласно генеральному межеванию города от 1792 года, вблизи Рождественской церкви имелись три владения, два их которых не застроены. Третье, вблизи реки Волги, включало каменный амбар и деревянные строения. В процессе планировочных работ периода русского классицизма начала формироваться современная линия Рождественской улицы. План-съёмка города от 1799 года показывал, что застройка улицы была ещё разреженной, а участок будущей усадьбы пустовал. Планом 1770 года было заложено возведение по красной линии улицы сплошной каменной застройки. Подобное решение было утверждено и высочайше утверждённым планом 1804 года.
В 1824 году утверждён новый план Нижнего Новгорода, связанный со строительством Нижегородской ярмарки. Петербургский архитектор В. Гесте, автор плана, значительно расширил зону застройки улицы и запроектировал набережную единым фасадом. На улицу должны были выходить фасадами жилые дома, а на набережную — хозяйственные строения. На месте усадьбы была намечена проектируемая застройка. Территория была разбита на два владения, что указано в «Табели Нижегородской и городской думы» первой четверти XIX века. Первый план, на котором зафиксирован комплекс усадьбы относится уже к 1853 году.

### Проектирование

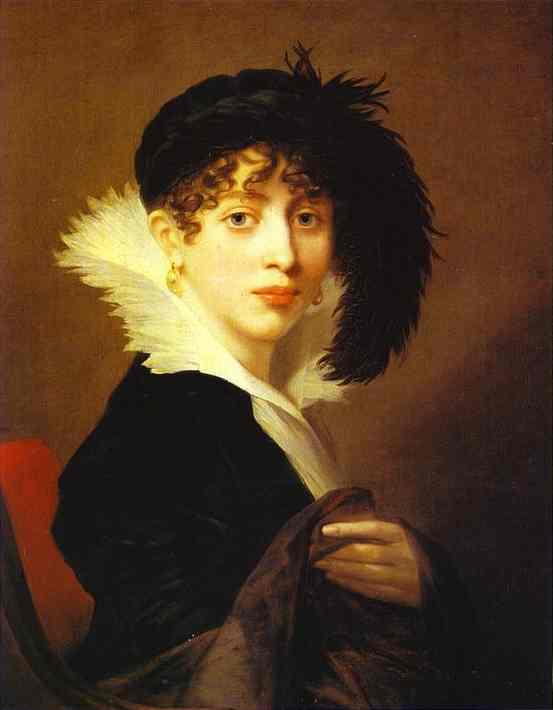
Заказчица и владелица усадьбы, графиня С. В. Строганова.

История строительства усадьбы подробно изложена в «Деле о строительстве усадьбы» — «Книге Нижегородской соляных и вотчинных дел конторы о расходе денег по построению вновь каменного дома, начавшегося в 1824 г.». Историк архитектуры С. М. Шумилкин указывал, что этот крайне редкий исторический документ подробно описывал процесс строительства, охватывая период с конца 1824 года, начала подготовительных работ, до 1829 года, когда была окончена отделка фасадов и внутренних помещений. Заказчицей усадьбы выступала графиня С. В. Строганова.
Указанный документ проливает свет на авторство усадьбы, проектных чертежей которой не обнаружено. 19 августа 1825 года в период активного строительства главного дома в Нижний Новгород прибыл петербургский архитектор П. Иванов и пробыл в нём до октября. В отчётных материалах нигде не указано имя архитектора, как автора проекта. Однако в научно-популярных работах он часто указывается как автор или соавтор зданий вместе с архитектором П. Садовниковым без указания ссылок на источники.
Материалы ленинградских исследователей Е. Н. Рахманиной и Ю. В. Трубиной (1973) и книга В. А. Цалобановой (2011), посвящённые истории строительства и реставрации строгановской усадьбы Марьино, позволяют установить авторство усадьбы Строгановых в Нижнем Новгороде. П. Иванов был крепостным архитектором Строгановых и как помощник участвовал в строительстве резиденции Марьино. Ведущим архитектором был ученик одного из основоположников русского ампира А. Н. Воронихина, Пётр Семёнович Садовников, бывший голицынский крепостной архитектор. Как указывает С. М. Шумилкин, именно он мог разработать проект усадьбы, в то время как П. Иванов выступал помощником, осуществляя контроль за строительством.

### Строительство
- Сентябрь 1824 года: заготовка строительных материалов. С осени 1824 года по июнь 1825 года заготавливали бутовый камень.
- 12 мая 1825 года получено разрешение (билет) у городской полиции на постройку каменного дома. Землемер Г. Зубов выполнил разбивку участка. 7 июня отслужен молебен — официальная дата начала строительства.
- Июнь — октябрь 1825 года: произведена каменная кладка главного дома. Кладку стен вела бригада каменщиков, в которую входили крестьянин М. И. Бочкарёв с товарищами Балахнинской округи.
- После завершения кладки бригада каменщика М. И. Бочкарёва занималась оштукатуривнием фасадов и внутренних стен, кладкой печей. Известь поставлял крестьянин Г. Бухарин с товарищами Горбатовской округи вотчины графа Д. Н. Шереметева. Белый камень для облицовки цоколя — балахнинский купец В. Рукавишников.
- Плотницкие работы вела бригада во главе с крестьянином костромской губернии Кологривской округи Я. Михаловым.
- Железные работы (поставку скоб, подстав) выполнил кузнец монастырской вотчины Я. Моторин с товарищами.
- Октябрь 1825 года: главный дом покрыт листовым железом под руководством слесаря Ф. Куренёва.
- 1826 год — закончен первый флигель. 1827—1828 гг. — второй восточный флигель, предназначавшийся под размещение конторы Строгановых. Одновременно с флигелями были возведены две каменные стенки, соединявшие по фасаду Рождественской улицы флигели и главный дом.
- Сентябрь 1827 года: установлен железный балкон главного дома со стороны реки (не сохранился). 58 деревянных балясин были выточены токарем Е. Ивановым.
- Конец 1827 года: окончены отделочные работы главного фасада. Лепные работы выполнил крестьянин Ярославской губернии Даниловского уезда М. Кодызалов, изготовивший 80 модульонов дорического ордера для карниза (утрачены), триглифы и 59 лепных розеток.
- Лето 1828 года: рядом со вторым флигелем построена небольшая каменная баня[1].

Во внутренних помещениях усадьбы не проводилось сложных работ: во флигелях были покрашены стены второго этажа; в главном доме — покраска стен, выстилка полов второго и третьего этажа паркетом в шашку, возведение лепных карнизов в комнатах второго этажа. Окраску стен выполнил живописец, дворовый человек графа Шереметева К. Иванов. Документы «Дела о строительстве усадьбы» позволили установить первоначальное колористическое решение зданий:
- Все наружные стены были окрашены охрой;
- Крыша главного дома, флигелей и воротных стен, а также навесов над входами — зелёной краской;
- Створы пяти дверей в торговые помещения, ворота и калитки по Рождественской улице — в чёрный цвет[1].

К концу строительства в 1829 году усадьба Строгановых включала три крупных здания. Планировочное решение было выполнено в рамках основного приёма русского классицизма: симметрии размещения построек.

### Дальнейшая история
В 1860-х — 1870-х годах происходили наиболее крупные изменения в архитектуре усадьбы. В 1864 году по проекту помощника архитектора нижегородца И. К. Кострюкова флигели усадьбы были достроены до линии набережной. Между ними был построен одноэтажный корпус служб с проездом. Новые постройки завершили речной фасад усадьбы.
В 1872 году по проекту нижегородского архитектора Н. А. Фрелиха изменился парадный фасад главного дома. Изменения были связаны с приспособлением торговых лавок (палаток) главного дома под жилые помещения. Высокие прямоугольные входные проёмы были частично заложены и превращены в окна. По второму этажу возведён широкий на три окна балкон (сохранился).
В конце XIX — начале XX веков деревянная парадная лестница была заменена на четырёхмаршевую чугунную, выполненную из стандартных элементов, выпускавшихся петербургской фирмой Сан-Гали. Согласно отчёту последнего владельца усадьбы С. А. Строганова (1904), использование помещений усадьбы практически не изменилось. Доходных помещений не было, квартиры отдавались служащим бесплатно. Нижний этаж главного дома был занят под конторы, второй этаж пустовал, третий занимал управляющий конторой.

## Архитектура
К началу XXI века усадьба сохранила в основном свой изначальный классицистический вид и внутреннюю планировку основных зданий. Особенность композиции придают высокие каменные ограды с калитками и проездами, образующими сплошную стену. Кубический объём главного дома выступает композиционным ядром ансамбля. Протяжённые объёмы флигелей ограничивают пространство внутреннего двора. Подобное объёмно-пространственное построение было впервые применено в нижегородской архитектуре и повлияло в будущем на формирование подобных крупных городских усадеб, возведённых на Рождественской и Нижнеблаговещенской (сегодня Черниговской) улицах (например, усадьба Голицыных). Усадебные постройки — один из первых примеров высокого классицизма с безордерным построением фасадов в застройке городе.
Историк архитектуры Е. Ю. Агеева относила усадьбу к стилю русский ампир. По мнению исследователя, свойственная ампиру сдержанность декоративного убранства в облике усадьбы была смягчена хорошими пропорциями объёмов зданий и добротностью прорисовки элементов убранства.